# سینما آوینه
سینما آوینه سینمایی در شهر قم، ایران است.
این سینما که در سال ۱۳۹۷ تأسیس شده متعلق به مرکز آموزشی حضرت فاطمه زهرا است و دارای یک سالن نمایش با ظرفیت ۲۲۰ نفر می‌باشد.